# Гексахлороиридат(IV) натрия
Гексахлороиридат(IV) натрия — неорганическое вещество, 
комплексная соль иридия, натрия и соляной кислоты с формулой Na2[IrCl6], 
растворяется воде,
образует кристаллогидрат — тёмно-красные кристаллы.

## Получение
- Растворение оксида иридия(IV) в соляной кислоте в присутствии хлорида натрия:

{\displaystyle {\mathsf {IrO_{2}+4HCl+2NaCl\ {\xrightarrow {}}\ Na_{2}[IrCl_{6}]+2H_{2}O}}}
- Высокотемпературное хлорирование иридия в присутствии хлорида натрия:

{\displaystyle {\mathsf {Ir+2Cl_{2}+2NaCl\ {\xrightarrow {T}}\ Na_{2}[IrCl_{6}]}}}

## Физические свойства
Гексахлороиридат(IV) натрия образует 
кристаллогидрат состава Na2[IrCl6]•6H2O — красновато-черные кристаллы.
Хорошо растворяется в воде.

## Химические свойства
- Из-за хорошей растворимости используется для получения других гексахлороиридатов(IV):

{\displaystyle {\mathsf {2Na_{2}[IrCl_{6}]+2KCl\ {\xrightarrow {}}\ 2K_{2}[IrCl_{6}]\downarrow +2NaCl}}}
- восстанавливается нитритом натрия[1] и оксалатом натрия[2] до гесахлориридата(III) натрия.